# Begabtenförderung
Begabtenförderung ist die Unterstützung von Lernenden, die als überdurchschnittlich begabt identifiziert wurden (zum Beispiel als hochbegabt). Ziel ist es, die Entwicklung der Potenziale dieser Lernenden anzuregen und bestmöglich zu begleiten.
Begabtenförderung ist Teil der Begabungsförderung. Während sich Begabtenförderung auf eine bestimmte Gruppe von Lernenden konzentriert, beschäftigt sich Begabungsförderung mit allen Lernenden, bei denen noch nicht entwickeltes Potenzial vermutet wird.
Gelegentlich wird der Begriff der Begabtenförderung rein monetär ausgelegt und als Förderung von besonders leistungsstarken Lernenden verstanden, meist in Form von Zuschüssen oder Stipendien.

## Begabtenförderung in Deutschland

### Begabtenförderung für Studierende in Deutschland
Die Begabtenförderung in Deutschland besteht in der öffentlichen Wahrnehmung hauptsächlich in den staatlich finanzierten Studienzuschüssen, die von den 13 Begabtenförderwerken in Form von Stipendien an besonders leistungsstarke Studierende vergeben werden.
Daneben bestehen jedoch weitere rund 2.100 Stipendiengeber. Im Sommer 2011 hat der Bund zudem das Deutschlandstipendium aufgelegt, das den Hochschulen ermöglicht, mit Bundesmitteln und hälftig eingeworbenen Privatmitteln von ihnen ausgewählte Studierende jeder Nationalität mit einem Stipendium von monatlich 300 € zu fördern.
Einen Überblick über die kaum überschaubare Begabtenförderungslandschaft bieten mittlerweile Informationsportale wie die kostenlose und ehrenamtlich betriebene Datenbank mystipendium.de oder der Stipendienlotse des Bundesministerium für Bildung und Forschung.
Kritisiert wird, dass die Begabtenförderung ihr Potential nicht ausschöpft: Selbst Abiturienten oder Studierende mit sehr gutem Profil bewerben sich nur zu einem Viertel bis einem Drittel für ein Stipendium. Auch beim Deutschlandstipendium wurden (Stand 2012) die angekündigten Erwartungen bei weitem nicht erreicht: Ursprünglich sollten 160.000 Studierende beziehungsweise acht Prozent aller Studierenden durch das Deutschlandstipendium gefördert werden. Mit Stand Ende Mai 2012 waren es nur 5.400 Studierende.

### Begabtenförderung für Schüler in Deutschland
Auch für Schüler gibt es Möglichkeiten der Begabtenförderung, vor allem Wettbewerbe, Hochbegabten- und Spezialschulen und spezialisierte Ferienlager. Es gibt verschiedene Wettbewerbe für begabte Schüler:
Jugend forscht, Bundeswettbewerb Fremdsprachen, Bundeswettbewerb Mathematik, Mathematikolympiade, Chemieolympiade, Physikolympiade, Biologieolympiade, Philosophieolympiade, Bundeswettbewerb Informatik, Jugend musiziert, Jugend debattiert, Adam-Ries-Wettbewerb.
Das Bundesland NRW hat 2010 ein Projekt begonnen (mit sieben Gymnasien und drei Grundschulen; 2012 kamen weitere Schulen hinzu); es heißt 'Netzwerk Hochbegabtenförderung NRW'.
Auch in Bayern gibt es inzwischen acht Gymnasien, die ab der 5. Jahrgangsstufe Spezialklassen für besonders begabte Schüler anbieten. In Zusammenarbeit mit der Karg-Stiftung Frankfurt am Main und dem Bayerischen Staatsministerium für Bildung und Kultus, Wissenschaft und Kunst sowie dem eVOCATIOn-Weiterbildungsinstitut (Würzburg) sollen diese bis zum Herbst 2016 im Rahmen des Projekts Karg Campus Schule Bayern zu Kompetenzzentren der Begabtenförderung ausgebaut werden.
In Rheinland-Pfalz gibt es derzeit vier gymnasiale Schulen mit Hochbegabtenförderung ab Klasse 5: Diese sind dem Heinrich-Heine Gymnasium in Kaiserslautern, dem Max-von-Laue Gymnasium in Koblenz, dem Otto-Schott Gymnasium in Mainz sowie dem Auguste-Viktoria Gymnasium in Trier angeschlossen. Die erste Schule für Hochbegabte startete in Rheinland-Pfalz im Schuljahr 2003/2004.
Einige Gymnasien bieten ab der 6. Klasse besondere Hochbegabtenklassen an.
Es gibt ebenfalls einige staatliche Internatsschulen für Hochbegabte: In Hessen die Internatsschule Schloss Hansenberg, in Sachsen das Sächsische Landesgymnasium Sankt Afra, in Baden-Württemberg das Landesgymnasium für Hochbegabte Schwäbisch Gmünd und in Sachsen-Anhalt die Landesschule Pforta.
Des Weiteren gibt es zahlreiche Schulen mit fachspezifischer Hochbegabtenförderung (teilweise in Spezialschulteilen oder Spezialklassen):
- Mathematisch-Naturwissenschaftlich: Albert Schweitzer Gymnasium Erfurt Spezialschulteil, Carl-Zeiss-Gymnasium Jena, Johannes-Kepler-Gymnasium Chemnitz, Wilhelm-Ostwald-Gymnasium Leipzig, Goetheschule Ilmenau
- Sprachlich: Salzmannschule Schnepfenthal
- Musikalisch: Musikgymnasium Schloss Belvedere, Musikgymnasium Carl Philipp Emanuel Bach in Berlin, Thomasschule zu Leipzig, Musikgymnasium Käthe Kollwitz Rostock, Musikzweig der Latina „A. H. Francke“ in Halle/Saale, Landesmusikgymnasium Rheinland-Pfalz in Montabaur
- Sportlich: Sportgymnasium Oberhof, Sportinternat Hannover, Sportgymnasium und Sportmittelschule Leipzig

Verschiedene Organisationen bieten Ferienlager zur Förderung begabter Schüler an. Dazu gehören:
- Bildung und Begabung e. V.: Deutsche SchülerAkademie[9]
- Jugendbildung in Gesellschaft und Wissenschaft e. V.: JGW-SchülerAkademie[10] (in Kooperation mit der Deutschen SchülerAkademie)
- Unterschiedliche Träger in den einzelnen Bundesländern: Deutsche JuniorAkademien[11]
- Akademie Burg Fürsteneck: Hessische Schülerakademie
- Jugendbildung in Gesellschaft und Wissenschaft e. V.: JGW-MathematikAkademie (2007 bis 2009)[12]
- Leipziger Schülergesellschaft für Mathematik: Mathe-Spezialistencamp[13]
- Wurzel e. V.: Schülerakademie Mathematik[14]
- TU Ilmenau: Physiksommer[15]
- Georg-August-Universität Göttingen: Göttinger Mathecamp[16]

Untersuchungen zur Leistungsfähigkeit existierender Begabtenförderungsprogramme (Bildungscontrolling) wurden in Deutschland bisher nur vereinzelt durchgeführt.

### Sonstige Angebote
Für hochbegabte Underachiever (zum Beispiel mit pausierter oder abgebrochener Ausbildung) boten seit 2016 die Dr.-Farassat-Stiftung des gleichnamigen F&K-Delvotec-Gründers und die daraus entstandene Agentur Quantenspringer eine sehr marginale projekt- und design-thinking-basierte (Wieder-)Eingliederung ins Berufs- und Sozialleben an und vermittelten dabei hochbegabte Teams und Unternehmen mit disziplinenübergreifenden Fragestellungen aus der Berufspraxis. Seit 2019 arbeitete die Stiftung vermehrt mit der TU München zusammen. Seit dem 30. November 2020 hat die Dr. Farassat-Stiftung ihr Förderprogramm eingestellt. Im Moment (Juli 2024) gibt es nur noch sehr hochpreisige Angebote der sehr kleinen Agentur Quantenspringer in Schaafheim (Landkreis Darmstadt-Dieburg in Hessen) im Bereich Coaching, Trainee und Karriereberatung.

## Begabtenförderung in der DDR
In der DDR gab es verschiedene Einrichtungen, in denen begabte Schüler gefördert wurden. 
Zu den bekanntesten und ältesten Einrichtungen zählen die Russischschulen, zu denen später Schulen mit anderen Erweiterungen hinzukamen. Spezialschulen für die mathematisch-naturwissenschaftlich begabten Schüler gab es in fast allen Bezirken der DDR. Die meisten sind heute Gymnasien mit einem speziellen Profil, beispielsweise das Heinrich-Hertz-Gymnasium in Berlin oder das Wilhelm-Ostwald-Gymnasium in Leipzig. Einige „überlebten“ als Spezialschulteile, z. B. am Albert-Schweitzer-Gymnasium in Erfurt. Zudem gab es an den Erweiterten Oberschulen Spezialklassen.
Mit der Gründung der Spezialklassen für Chemie wurde im Jahr 1964 erstmals an einer Hochschule der DDR (wie bis dahin meist nur in den USA üblich; siehe Juniorstudium), mit der Ausbildung hochbegabter Schüler begonnen, die schon vor dem Abitur auch in den Forschungsbetrieb der Hochschule eingebunden wurden. Mitte der 1960er Jahre entstanden weitere Spezialklassen für Mathematik und Physik an den Universitäten Berlin, Halle und Rostock sowie den Technischen Hochschulen Karl-Marx-Stadt und Magdeburg. Diese Spezialklassen unterstanden dem Ministerium für Hoch- und Fachschulwesen und nicht (wie z. B. die Spezialschulen) dem Ministerium für Volksbildung.
Besonders mathematische und naturwissenschaftliche Begabungen wurden auch außerhalb des Unterrichts intensiv in Arbeitsgemeinschaften, Klubs und Korrespondenzzirkeln gefördert und über Schul-, Kreis- und Bezirksolympiaden ermittelt.
Eine besondere Form stellten die Stationen Junger Naturforscher und Techniker dar, an denen sich Begabte in Mathematik und Bereichen der Naturwissenschaften fortbilden konnten. In den 1970er Jahren wurden Mathematische Schülergesellschaften gegründet, in denen begabte Schüler durch universitäre Mathematiker gefördert wurden. Auch gab es Spezialklassen für Chemie.
Nach der Wende wurde das DDR-Schulsystem an das der Bundesrepublik angeglichen; solche Einrichtungen wurden nach und nach bis auf einige wenige geschlossen.

## Begabtenförderung in Österreich

### Begabtenförderung für Schüler in Österreich
Grundsätzlich kann zwischen Förderansätzen innerhalb der Organisation Schule und außerschulischen Förderangeboten unterschieden werden.

#### Begabtenförderung innerhalb der Schule

##### Individualisierung & Differenzierung im Regelunterricht
Dabei werden Schüler nach ihren Interessen, Stärken und Begabungen unterrichtet. Möglichkeiten hierfür bieten u. a. folgende Ansätze:
- Curriculum Compacting: Die Anforderungen des Lehrplans werden individuell angepasst, indem der Unterrichtsstoff für einen Schüler oder für eine Gruppe komprimiert beziehungsweise in kürzerer Zeit durchgenommen oder selbständig (auch außerhalb des Unterrichts) erarbeitet wird. Die gewonnene Zeit kann für zusätzliche begabungsfördernde Unterrichtsangebote genutzt werden.
- Drehtürmodell: Dieses ermöglicht begabten Schülern, sich für eine begrenzte Zeit aus dem regulären Unterricht eines Gegenstandes oder mehrerer Unterrichtsfächer zu entfernen, um sich z. B. einem Projekt zu widmen. Es empfiehlt sich, hierfür einen Lernvertrag abzuschließen, in dem die genauen Modalitäten festgelegt werden.
- Mentoring & Tutoring: Schüler werden von erfahrenen Personen in ihrem Lernen begleitet. Dies kann sowohl inhaltliche als auch organisatorische oder metakognitive Bereiche umfassen. Begabte Schüler können sowohl passiv (z. B. durch die Unterstützung bei eigenem Forschen) als auch aktiv als Tutoren profitieren.

##### Akzelerierende Fördermaßnahmen
Zielsetzung ist dabei die Möglichkeit zu beschleunigtem Lernen:
- frühe Einschulung: Noch nicht schulpflichtige Kinder können auf Ansuchen ihrer Erziehungsberechtigten unter bestimmten Bedingungen zum Anfang eines Schuljahres in die ersten Schulstufe aufgenommen werden.
- Überspringen von Schulstufen: Seit 2006 ist es möglich, nicht nur innerhalb einer Schulart eine Klasse zu überspringen, sondern dies auch an einer Nahtstelle (d. h. von einer Schulart in eine andere) zu tun.
- Teilspringen: Teilnahme an einzelnen Unterrichtsstunden einer höheren Schulstufe

##### Enrichment
Darunter werden fachlich vertiefende oder zusätzliche Angebote verstanden. Beispiele hierfür sind
- Pullout-Kurse (während der Unterrichtszeit als Alternativunterricht) oder Talentförderkurse
- Enrichment-Teams (jahrgangsübergreifende Interessensgruppen, die gemeinsam an einem selbstgewählten Projekt arbeiten)

Weiters gibt es einige Schulen wie z. B. das BG/BRG Keimgasse Mödling, in denen Modellklassen für besonders begabte Kinder eingerichtet wurden. Dabei handelt es sich meist um „Schnellzugklassen“, d. h. die Inhalte des Lehrplans werden in kürzerer Zeit behandelt. Darüber hinaus wurden in manchen Schulen ganze Schulzweige der Begabungs- und Begabtenförderung gewidmet. Dies ist z. B. im Wiedner Gymnasium in Wien der Fall. In dieser Schule wird in Form eines Schulversuchs ein Oberstufenzug als Sir-Karl-Popper-Schule für besonders Begabte geführt. Im berufsbildenden höheren Schulwesen gibt es im kaufmännischen Bereich für leistungswilligere, -fähigere und begabte Schüler besondere Handelsakademie-Formen, z. B. den begabungsfördernden Start up-Zweig an der Maygasse Business Academy BHAK/BHAS Wien 13 (vormals Schumpeter-Zweig an der Schumpeter Handelsakademie Wien 13) oder die Vienna Business School HAK Wien Schönborngasse mit der HAK Plus.

#### Außerschulische Förderangebote
Im außerschulischen Bereich stellen einige Museen, Sportvereine, Musikvereine etc. auch für besonders begabte Kinder und Jugendliche interessante Angebote bereit.
Weiters haben besonders begabte und interessierte Schüler z. B. die Möglichkeit, im Rahmen des Programms Schüler an die Unis als außerordentliche Hörer Lehrveranstaltungen an Hochschulen zu besuchen, die ihnen bei einem späteren Studium voll angerechnet werden.
Schüler höherer Schulen können auch an Olympiaden und Wettbewerben in den Bereichen Naturwissenschaften, Geisteswissenschaften, Technik, Neue Medien sowie Musik und Sport teilnehmen und so Spezialinteressen vertiefen.
In den Bundesländern gibt es zahlreiche Vereine zur Förderung besonders begabter Kinder und Jugendlicher, die Förderangebote bereitstellen. Es werden weiters häufig in den großen Ferien Sommerakademien und während des Schuljahres Pull-Out-Kurse organisiert. Einige Beispiele für Initiativen in den Bundesländern:
In Oberösterreich gibt es das Kompetenzzentrum für Hochbegabtenförderung Talente OÖ, dies wird vom Land OÖ, sowie von Wirtschaft und Industrie tatkräftig unterstützt. Talente OÖ betreut in Oberösterreich hochbegabte Schüler. Beginnend mit einer Begabungsabklärung in der 3. Schulstufe werden die diagnostizierten Kinder auf ihrem weiteren Bildungsweg begleitet. Dies geschieht vor allem durch ein umfangreiches Kursangebot, das von eintägigen Kursen in den einzelnen Bildungsregionen, über mehrtägige Kursangebote an der Schloss Traunsee Akademie, bis hin zu einwöchigen Kursen bei den Sommerakademien reicht. Einen weiteren wichtigen Teil der Arbeit von Talente OÖ stellen Beratungen von Eltern und Lehrern bzw. Kindergartenpädagogen dar. Weiters gibt es die Internationale Akademie Traunkirchen unter der Leitung des Quantenphysikers Prof. Anton Zeilinger. Dorthin werden Schüler ab der Unterstufe zu eintägigen Veranstaltungen mit Schwerpunkt auf Naturwissenschaften eingeladen; auch für begabte und interessierte Studierende bietet die IAT Angebote.
In Kärnten kooperiert der Verein inizia eng mit dem Landesschulrat und hält auch Kontakt zum Bildungsministerium.
Die Bildungsdirektion für Niederösterreich veranstaltet gemeinsam mit dem Verein zur Förderung begabter und hochbegabter Schüler aus NÖ Intensivkurse im Ausmaß einer Schulwoche im neugebildeten Talentezentrum Schloss Drosendorf. Speziell ausgebildete Lehrpersonen erarbeiten mit ausgewählten Schülern spezielle Themen, die auch nach dem Kurs im Rahmen von E-Learning-Paketen zur Verfügung stehen.

##### Sommerakademien
Diese finden in mehreren Bundesländern statt:
- In Wien fanden 2006 vier Sommerakademien mit dem Schwerpunkt Naturwissenschaften statt. Erstmals gab es eine gelungene Kombination zwischen Phänomenen des Kochens und der Naturwissenschaften. Kinder zwischen 6 und 10 Jahren kochten, experimentierten und wurden von Experten betreut.
- Niederösterreich bietet seit mehr als 20 Jahren gut besuchte internationale Sommerakademien[30] für Volksschüler, Mittel- und Oberstufe.
- Oberösterreich: Talente OÖ veranstaltet mit dem Land Oberösterreich schon seit 10 Jahren Sommerakademien für die Kinder und Jugendliche von der 3. bis zur 13. Schulstufe. In einzelnen Kurswochen können sich Schüler 5 Tage lang mit einem Themenbereich beschäftigen.
- Kärnten: Das Talentecamp[31] ist eine Sommerakademie für begabte und besonders interessierte Schüler an AHS und BMHS in Kärnten. Fachhochschule, Universität, Begabtenförderungsverein, Pädagogisches Institut und Landesschulrat kooperieren seit dem Jahr 2000, um dieses Projekt jährlich zu realisieren.

Neben diesem Modell für die Oberstufe etabliert sich im Augenblick auch Future kids, ein Sommercamp für Schüler der Unterstufe.

### Begabtenförderung für Studierende in Österreich
Fördermaßnahmen für begabte Studierende umfassen Möglichkeiten der Akzeleration, Enrichment sowie finanzielle Unterstützung. Von Standort zu Standort sind die folgenden Initiativen unterschiedlich ausgeprägt.

#### Akzelerierende Maßnahmen
- vorzeitige Zulassung zum Studium: die Registrierung von Neustudierenden erfolgt bereits Anfang Juli, wodurch beispielsweise die Teilnahme an einer Sommeruniversität möglich wird
- Vorziehen von Lehrveranstaltungen

#### Enrichment
- Projektteams aus Senior Researchers, Junior Researchers und Studierenden
- Auslandsaufenthalte
- Teilnahme an Wettbewerben
- Mentoring-Programme

#### Finanzielle Förderungen
- Leistungsstipendien
- Preise für Abschlussarbeiten

#### Stiftungen und Vereine
Es gibt mehrere Begabtenförderungswerke für Studierende in Österreich.
- Mit der Österreichischen Studienstiftung, welche 2019 von der Österreichische Akademie der Wissenschaften ins Leben gerufen wurde, werden Studierende aller Fachrichtungen ab ihrer Matura bis zu Ende ihres Bachelor- bzw. Masterstudiums begleitet. Jährlich werden zirka 100 Bewerber nach einem mehrstufigen Bewerbungsverfahren ausgewählt. Studierende haben die Möglichkeit, ein Mentoring-Angebot zu nutzen, sich mit anderen Geförderten zu vernetzen, an ein- oder mehrtägigen Workshops teilzunehmen und bedeutende Persönlichkeiten in den sogenannten Studienstiftungsgesprächen persönlich kennenzulernen.[32]
- Die Studienstiftung Pro Scientia fördert etwa 120 hochleistungswillige Studierende nach Abschluss des Bachelors. Der interdisziplinäre Austausch steht, zum Beispiel in Form ihrer Sommerakademie, im Vordergrund, jedoch werden Stipendiaten auch finanziell unterstützt.
- Talente Österreich ist ein gemeinnütziger Verein, der Studienanfänger im Laufe eines Jahres vor allem ideell und in ihren Soft Skills fördert.[33]

## Begabtenförderung in der Schweiz
Auf tertiärer Bildungsebene wird oft auf eine gewisse Abstufung zwischen den Universitäten hingewiesen. So werden die Eidgenössischen Technischen Hochschulen als intellektuell anspruchsvoller erachtet als die entsprechenden Studiengänge an den regulären, kantonalen Universitäten, oder die Hochschule St. Gallen als besonders anspruchsvoll bei den Wirtschafts- und Gesellschaftsstudiengängen.
Daneben erlangt die Schweizerische Studienstiftung zunehmend an Bedeutung.

## Begabtenförderung in den USA

### Schulen
In den Vereinigten Staaten, wo es keine unterschiedlichen Schulformen wie Gymnasien, Real- und Hauptschulen gibt und wo auch Schüler mit speziellem Förderbedarf integrativ beschult werden, sind Lehrer in weitaus größerem Maße als etwa in Deutschland darauf eingestellt, Schüler mit ganz unterschiedlichen Leistungen in ein und derselben Klasse zu unterrichten. Amerikanische Lehrer haben vielfältige Freiräume, begabte Kinder mit anspruchsvolleren Aufgaben arbeiten zu lassen, als das Curriculum eigentlich vorsieht. Eine besondere Herausforderung für hochbegabte Kinder sind auch die vielen Wettbewerbe, an denen amerikanische Schüler teilnehmen können.
An vielen Schulen bestehen darüber hinaus Enrichment-Programme, in die Kinder mit hohem IQ von Klassenstufe 2 an aufgenommen werden können. Diese Kinder werden stundenweise aus dem Klassenverband herausgenommen und in kleinen Gruppen von einem Speziallehrer (Enrichment Teacher) unterrichtet. Eine weit verbreitete Alternative zum Educational Enrichment ist das Überspringen von Klassenstufen (Educational Acceleration, Grade Skipping), das in den USA jedoch viele Kritiker hat, weil die betroffenen Kinder einem Lernumfeld mit älteren Mitschülern zwar akademisch gewachsen sein mögen, nicht jedoch sozial und emotional. Viele Familien bevorzugen für ihre hochbegabten Kinder auch eine Privatschule oder lassen sie von der Schulpflicht befreien und erteilen ihnen Hausunterricht. An den Highschools (meist Klassenstufen 9–12) besteht oft die Möglichkeit, Hochbegabte verstärkt in Advanced-Placement- bzw. International-Baccalaureate-Kursen zu unterrichten, wo zum Teil Lehrstoff auf College-Niveau angeboten wird, während durchschnittlich Begabte eher in Standardkursen platziert werden.
Die Bildungspolitik ist in den USA eine Angelegenheit der Bundesstaaten, sodass auf nationaler Ebene bis heute nur ein einziges Gesetz zur Hochbegabtenförderung – der 1988 in Kraft getretene und seitdem mehrfach novellierte Jacob Javits Gifted and Talented Students Education Act – besteht, das sich jedoch auf die Vorgabe allgemeiner Richtlinien beschränkt. Im Jahr 2002 hatten 37 der amerikanischen Bundesstaaten eigene Gesetze zur Begabtenförderung, auf deren Grundlage dort eine große Bandbreite von Programmen und Spezialschulen besteht, darunter z. B. das Education Program for Gifted Youth der Stanford University, das Center for Talented Youth der Johns Hopkins University und das Highly Gifted Magnet-Programm in Los Angeles.

### Außerschulische Förderungsangebote
Hochbegabte Schüler, insbesondere hochbegabte Highschoolschüler, können in den USA spezielle Ferienlager besuchen, die z. B. von Universitäten veranstaltet werden.
Für Instrumentalschüler – besonders für solche, die ihren Unterricht an einer Musikschule oder in einem Kulturzentrum erhalten – stehen in den USA private Stipendien (Scholarships) zur Verfügung, die oftmals bereits im Grundschulalter in Anspruch genommen werden können.

### Hochschulen
Begabtenförderung wird in den USA auch von den Hochschulen durchgeführt, die in einem harten Wettbewerb um die besten Studierenden diese mit zum Teil sehr gut ausgestatteten Stipendien zu sich locken. Daneben gibt es eine Vielzahl an privaten und staatlichen Stiftungen, sowie auch Ministerien, die zum Teil wegen der hohen Studiengebühren die Förderung in Kooperation mit der jeweiligen Hochschule durchführen. Historisch wird die Begabtenförderung in den USA durch die ausgeprägte, zum Teil auch durch die amerikanische Steuergesetzgebung angeregte, philanthropische Spendenbereitschaft begünstigt. Wegen der multiethnischen Gesellschaftsstruktur gibt es in den USA zusätzlich eine Vielzahl von Programmen, die spezifisch ethnische Minderheiten fördern.
Die wichtigsten unabhängigen Stipendienvergeber für College-Studierende (undergraduate students) sind:
- U.S. National Merit Corporation[36]
- Siemens Foundation (über die Siemens Competition)
- Intel (über die Intel International Science and Engineering Fair und Intel Science Talent Search)

Die wichtigsten Stipendienvergeber für Personen mit einem Bachelorabschluss (graduate students) sind:
- National Science Foundation[37] mit ihrem Graduate Research Fellowship Program[38]
- National Research Council[39] mit dem Ford Foundation Fellowship[40] für ethnische Minderheiten
- US-Verteidigungsministerium mit dem National Defense Science and Engineering Graduate Fellowship[41]

Besonders das Stipendium der National Science Foundation ist beträchtlich höher dotiert als vergleichbare Stipendien aus Deutschland und ist in der Lage, zusätzlich einen Großteil der erheblichen Studiengebühren an amerikanischen Privatuniversitäten abzudecken.
Manche Colleges bieten ein Early-Entrance-Programm an, d. h. Zugang für Begabte lange vor Beendigung der regulären Schulzeit.

### Deutschland
- Begabtenförderungswerke in Deutschland
- Karg-Stiftung: Strukturen und Angebote staatlicher Begabtenförderung in der Bundesrepublik Deutschland
- Begabtenförderung des Bundesministeriums für Bildung und Forschung
- Bundesministerium für Bildung und Forschung: Begabte Kinder finden und fördern (PDF-Datei; 5,4 MB)

### Österreich
- Österreichisches Zentrum für Begabungsforschung und Begabtenförderung

### Schweiz
- Netzwerk für Begabungsförderung (Schweiz)
- Intensivseminar zur Begabungs- und Begabtenförderung Wings, Pädagogische Hochschule Zentralschweiz, Luzern (Schweiz)

### Sonstige
- Eurydice-Informationsstelle der Europäischen Kommission: Spezifische Bildungsmaßnahmen zur Förderung aller Arten von Begabung an Schulen in Europa. (PDF-Datei; 1,3 MB)